# 12408 Fujioka
12408 Fujioka este un asteroid din centura principală de asteroizi.

## Descriere
12408 Fujioka este un asteroid din centura principală de asteroizi. A fost descoperit pe 20 septembrie 1995 la Kuma Kogen de Akimasa Nakamura. Asteroidul prezintă o orbită caracterizată de o semiaxă mare de 2,40 ua, o excentricitate de 0,15 și o înclinație de 7,8° în raport cu ecliptica.